# Myiocephalus niger
Myiocephalus niger är en stekelart som beskrevs av Fischer 1957. Myiocephalus niger ingår i släktet Myiocephalus och familjen bracksteklar. Inga underarter finns listade i Catalogue of Life.